# ONE SURVIVE
《ONE SURVIVE》，日本女歌手中島美嘉的第3張單曲。2002年3月6日發行。

## 概述
- 與前作「CRESCENT MOON」相隔僅一個月的新單曲。
- 初回盤特典為特殊彩色印刷CD。

## 收錄曲

### CD
1. ONE SURVIVE
  - 作詞：吉田美奈子／作曲：T2ya 編曲：O DASH
  - Kodak「MAX beauty」廣告歌
2. TRUE EYES
  - 作詞：伊秩弘將／作曲：葛谷葉子／編曲：CHOKKAKU
  - 樂敦「ロートジーファイ」廣告歌
3. CRESCENT MOON（Gonga Massive Version）
  - 作詞：松本隆／作曲：大野宏明／編曲：田中義人
4. ONE SURVIVE（Blaze Shelter Remix）
  - 編曲：BLAZE
5. ONE SURVIVE（Instrumental）
6. TRUE EYES（Instrumental）

### 黑膠唱片
A面
1. ONE SURVIVE
2. TRUE EYES

B面
1. ONE SURVIVE（Blaze Shelter Remix）
2. ONE SURVIVE（Blaze Shelter Remix） -Instrumental-